# Cesio
 Cesio (ligur nyelven Cexi) egy olasz község Liguria régióban, Imperia megyében

## Földrajz
Cesio Imperia és Savona megyék határán helyezkedik el, Imperiatól 15 km-re. Szomszédos települések: Caravonica, Casanova Lerrone (Savona megye), Chiusanico, Pieve di Teco, Testico (Savona megye), és Vessalico.

## Gazdaság
Legjelentősebb bevételi forrása a mezőgazdaság. Szőlőt és olivát termesztenek.

## Közlekedés
Megközelíthető az A10 autópályán az Imperia Est lehajtóról.

## Fordítás
- Ez a szócikk részben vagy egészben  a    Cesio című olasz Wikipédia-szócikk fordításán alapul.  Az eredeti cikk szerkesztőit annak laptörténete sorolja fel. Ez a jelzés csupán a megfogalmazás eredetét és a szerzői jogokat jelzi, nem szolgál a cikkben szereplő információk forrásmegjelöléseként.